# 李垣 (管理学家)
李垣， 同济大学经济与管理学院院长、教授，主要从事战略管理、创业管理等方面的研究工作。任《管理学季刊》联合主编，入选中华人民共和国教育部第七批"长江学者"特聘教授。